# Hôtel de Conti
Hôtel de Conti, hay còn gọi là Palais Conti là hai toà nhà thuộc quyền sở hữu của Thân vương xứ Conti, hoàng thân quốc thích của Nhà vua Pháp và các hoàng tử chính thống. Toà nhà toạ lạc ở ngoại ô Paris nước Pháp.

## Lich sử
Toà nhà đầu tiên được đặt tại Quai de Conti thuộc thủ đô Paris, đối diện với dòng sông Seine và Bảo tàng Louvre. Toà nhà này cũng là nơi ở của gia đình Conti cho đến năm 1733. Hầu hết các thành viên của gia đình Conti đều được sinh ra ở đây:
- Louis-Armand I, Hoàng tử xứ Conti (1661-1685) sinh ra và qua đời ở đây. Ông kết hôn với Marie-Anne de Bourbon - con gái của vua Louis XIV của Pháp và Louise de La Vallière.
- François-Louis de Bourbon được sinh ra tại đây vào năm 1664 và cũng qua đời tại chỗ này năm 1709 do bị giang mai. Vợ của ông, Marie Thérèse de Bourbon cũng bị nhiễm bệnh này từ ông và qua đời năm 1732. Con dâu của họ là Louise-Élisabeth de Bourbon sau này đã mua thêm toà nhà thứ hai.

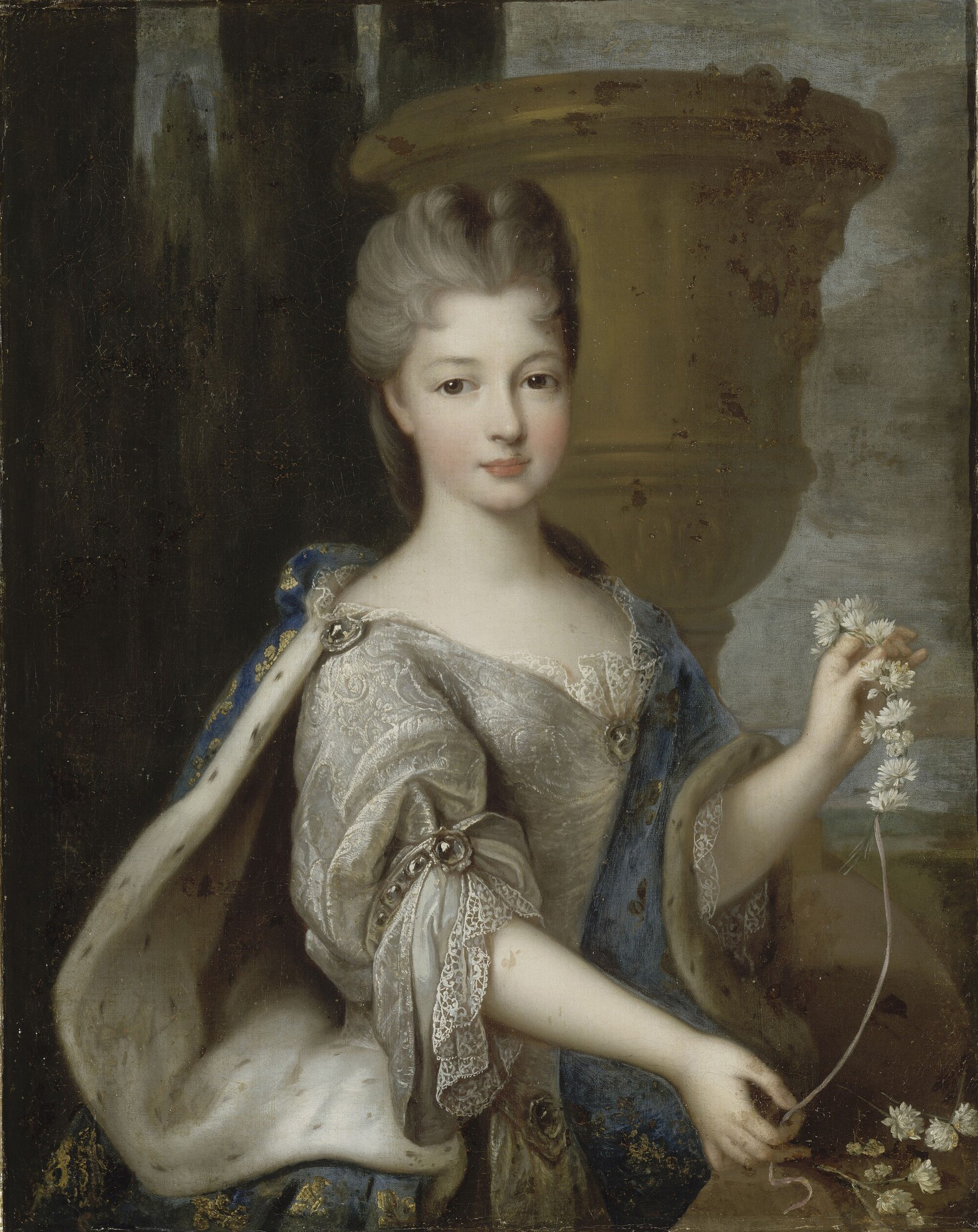
Louise-Élisabeth de Bourbon, Công nương xứ Conti do Pierre Gobert vẽ.

Marie Thérèse đã ủy thác cho Robert de Cotte trọng trách trùng tu lại toà nhà. Sau khi Marie Thérèse mất, con dâu của bà đã chuyển sang sống trong một cung điện khác ở Paris. Do đó, toà nhà được giao lại cho anh rể của bà là Louis-Auguste, Công tước xứ Maine - người sau này đã phá hủy nó.

### Hôtel de Brienne
Hôtel de Brienne được xây dựng vào năm 1724, trong thời kỳ trị vì của vua Louis XV của Pháp. Toà nhà được François Debias-Aubry xây dựng để dành cho François Duret, Chủ tịch của Đại Hội đồng. Duret là bạn của Jeanne-Agnès Berthelot de Pléneuf, Nữ Hầu tước de Prie - thê thiếp của Louis Henri, Công tước Bourbon. Duret đã được Phu nhân de Prie yêu cầu xây dựng toà nhà ở Paris. Năm 1726, Công tước Bourbon, do không còn giành được thiện cảm ở Versailles, đã quyết định chuyển sang sống ở Cung điện Château de Chantilly. Vì vậy, toà nhà đã được bán cho góa phụ Françoise de Mailly - vợ của Hầu tước quá cố de La Vrillière. Phu nhân de La Vrillière đã sống ở đây cho đến năm 1733, khi toà nhà được bán cho chị gái của Công tước Bourbon.
Louise-Élisabeth de Bourbon, Công nương thừa kế xứ Conti đã mua lại toà nhà và mời nhà thiết kế Nicolas Simonnet đến sửa sang lại. Toà nhà mới sửa chữa lại được đặt gần Palais Bourbon, do mẹ của Louise-Élisabeth (thường được gọi là Phu nhân la Duchesse Douairière) xây dựng.
Toà nhà được đặt tên theo tên của dòng họ Conti cho đến năm 1776, sau cái chết của Công nương thừa kế. Sau đó, nó được bán lại cho Louis-Marie-Athanase de Loménie. Từ đó, toà nhà có tên là Hôtel de Brienne. Monsieur de Brienne đã mua lại toà nhà từ cháu trai của Louise-Élisabeth là Louis-François I de Bourbon vào cuối năm 1775.
Monsieur de Brienne bị chặt đầu trong thời kỳ Thống trị khủng bố, toà nhà bị các nhà cách mạng tịch thu và trở thành nơi cư ngụ của cơ quan trung tâm đầu não. Trong thời kỳ đó, toà nhà được biết đến với cái tên Commission du commerce et de I'approvisionnement. Năm 1795, toà nhà được trao trả lại cho góa phụ Comtesse de Brienne. Toà nhà sau đó lại được bán cho vợ của François Séguy - một doanh nhân quân đội. Dưới sụ sở hữu của Phu nhân Séguy, toà nhà đã trải qua nhiều lần tu sửa dưới sự chỉ đạo của kiến trúc sư Lavoyepierre.
Từ năm 1802, Lucien Bonaparte đã mua lại toà nhà và tu sửa nó thêm một lần nữa. Ba năm sau, vào năm 1805, ông bán nó cho mẹ của mình là bà Maria Letizia Ramolino. Dưới thời Napoléon, toà nhà được đổi tên thành le Palais de Madame, Mère de I'Empereur.

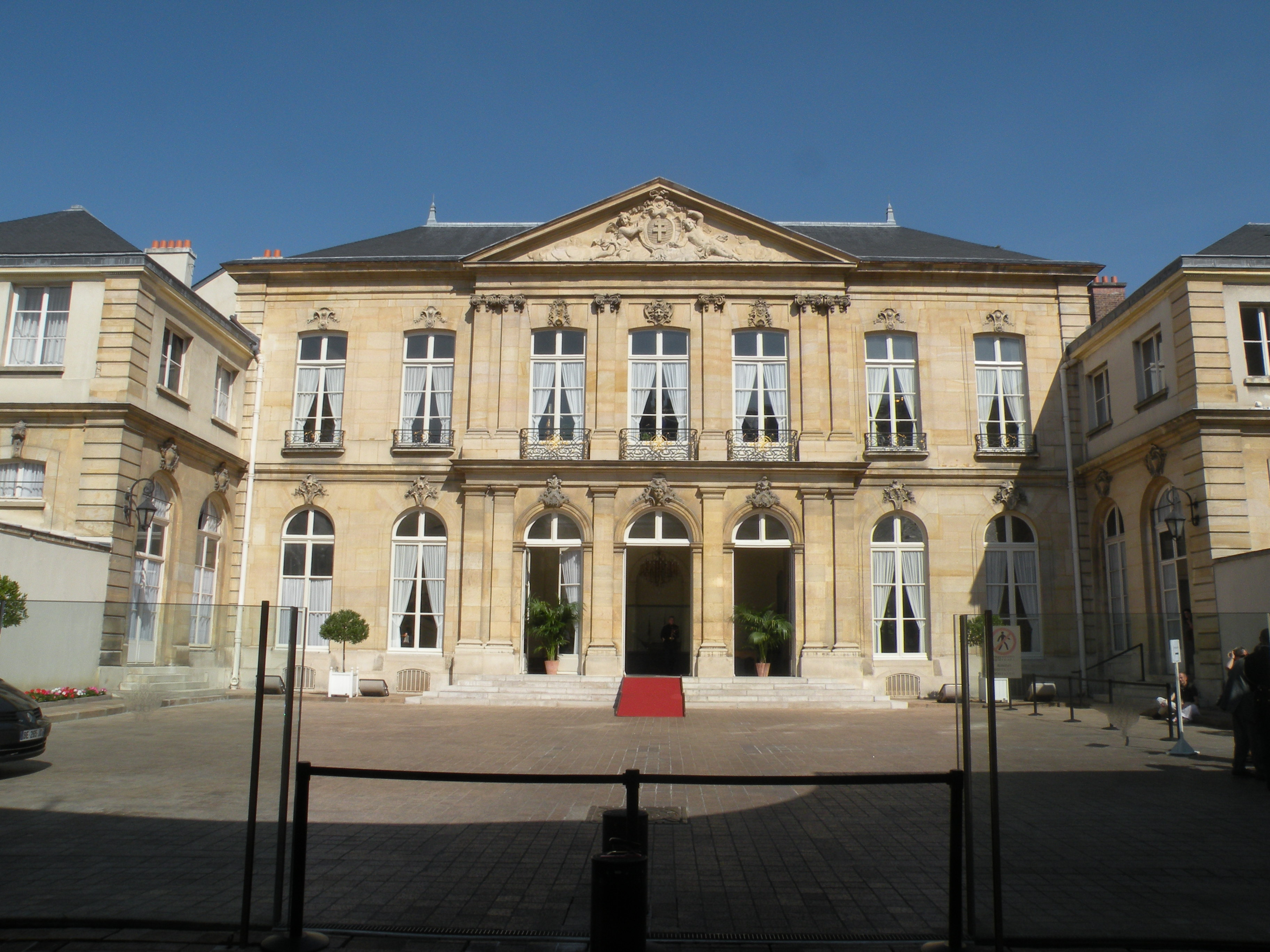
Hôtel de Brienne, hiện nay là dinh thự của Bộ trưởng Bộ Quốc phòng Pháp

Được liên bang mua lại năm 1817, toà nhà trở thành nơi trú ẩn của Bộ Chiến tranh. Dưới thời chính quyền của Georges Clémenceau, ông đã tổ chức lễ ăn mừng chiến thắng năm 1917 ở bên trong toà nhà. Cũng tại đây vào tháng 6 năm 1940, Charles de Gaulle đã nhậm chức thư ký của liên bang và sau đó là Tổng thư ký của chính quyền Pháp từ tháng 8 năm 1944 đến tháng 1 năm 1946.
Toà nhà hiện nay chính là dinh thự của Bộ trưởng Bộ Quốc phòng Pháp.